# Thomas Cornely
Pour les articles homonymes, voir Cornely.
Thomas Cornely, né le 29 juin 1991 à Saint-Jean-de-Braye (Loiret), est un joueur français de basket-ball pour le BCM Gravelines-Dunkerque en Betclic Élite.
Avec ses 1,90 m, il évolue sur les positions de meneur et d'arrière avec une préférence pour le poste de meneur de jeu.

## Biographie
Thomas Cornely commence le basket-ball dès le plus jeune âge au club de la Jeunesse Sportive Chécy. C'est au cours des sélections départementales et régionales qu'il va être découvert par l'Entente Orléanaise 45 (EO45), maintenant connue sous le nom de Orléans Loiret Basket (OLB). Il évolue pendant les deux années suivantes en Championnat de France Minimes.
Thomas Cornely passe ensuite ses années cadets en tant que meneur de l'équipe régionale d'Orléans Basket. C'est au cours du Tournoi International de Limoges-Landouge, remporté en 2009, qu'il va rencontrer plusieurs cadres du CSP Limoges.
C'est en 2010 que Thomas Cornely intègre le Centre de Formation Espoir du Limoges CSP. En championnat, Thomas Cornely tourne à 9,8 points, 5,1 rebonds, 3,5 passes décisives et 3,5 interceptions par match. Élément majeur de l'équipe espoir, il finit meilleur intercepteur de la saison avec 112 interceptions.
Pour la saison 2011-2012, Thomas Cornely intègre le groupe professionnel et le club évoluant en Pro B. Leader du championnat, le CSP Limoges s'assure au terme de la saison régulière une montée en Pro A pour la saison future et deux passages par le Palais omnisports de Paris Bercy avec une médaille d'argent en finale de la Coupe de France 2012 face à Chalon sur Saône et une médaille d'or en finale du Championnat de France ProB 2012 face à Boulazac.
Évoluant principalement avec l'équipe National Masculine 3 du CSP qui accède à la Nationale 2 pour la saison 2012-2013, il dispute cinq rencontres de Pro B pour un total de 19 minutes.
Pour la saison 2012-2013, petit retour aux sources dans sa région avec une saison sous les couleurs de l'ES Ormes (45) en Nationale 2.
En 2013-2014, Cornely a signé en Nationale 2 au Coulommiers Brie Basket (77). À la fin de l'année, voici les statistiques moyennes du joueur :
374 points marqués soit 16,4 points de moyenne par match, 7,4 rebonds, 5,5 passes décisives, 3,4 interceptions, 4,4 fautes provoquées, 2,2 balles perdues, 76,7 % de réussite aux lancers francs, 58,8 % de réussite à 2 points, 44,1 % de réussite à 3 points.
Le 25 mai 2014, Thomas Cornely participe au All-Star Game Val d'Oise 2014 qui rassemble les 20 meilleurs joueurs d'Île-de-France. Le 7 juillet 2014, il signe son premier contrat professionnel en faveur de l'ADA Blois en Nationale 1.
Lors de l'été 2023, il quitte l'ADA Blois Basket pour signer au BCM Gravelines-Dunkerque et découvrira la Coupe d'Europe FIBA. Il est notamment le tout dernier joueur à avoir marqué au Sportica, et pas des moindre un "buzzer beater" face à Saragosse, (avant le malheureux incendie rasant l'un des temples du basket français).

## Palmarès
- 2021-2022 : Vainqueur des play-offs d'accession de Pro B avec l'ADA Blois Basket 41
- 2016-2017 : Champion de France de Nationale 1 avec le Caen Basket Calvados
- 2015-2016 : Champion de France de Nationale 1 avec l'ADA Blois Basket 41
- 2011-2012 : Finaliste de la Coupe de France avec le Limoges CSP
- 2011-2012 : Champion de France Pro B avec le Limoges CSP